# Henicolaboides hypomelas
Henicolaboides hypomelas is een keversoort uit de familie bladrolkevers (Attelabidae). De wetenschappelijke naam van de soort werd in 1878 gepubliceerd door Léon Marc Herminie Fairmaire.